# Բ

Բとբ

筆記体

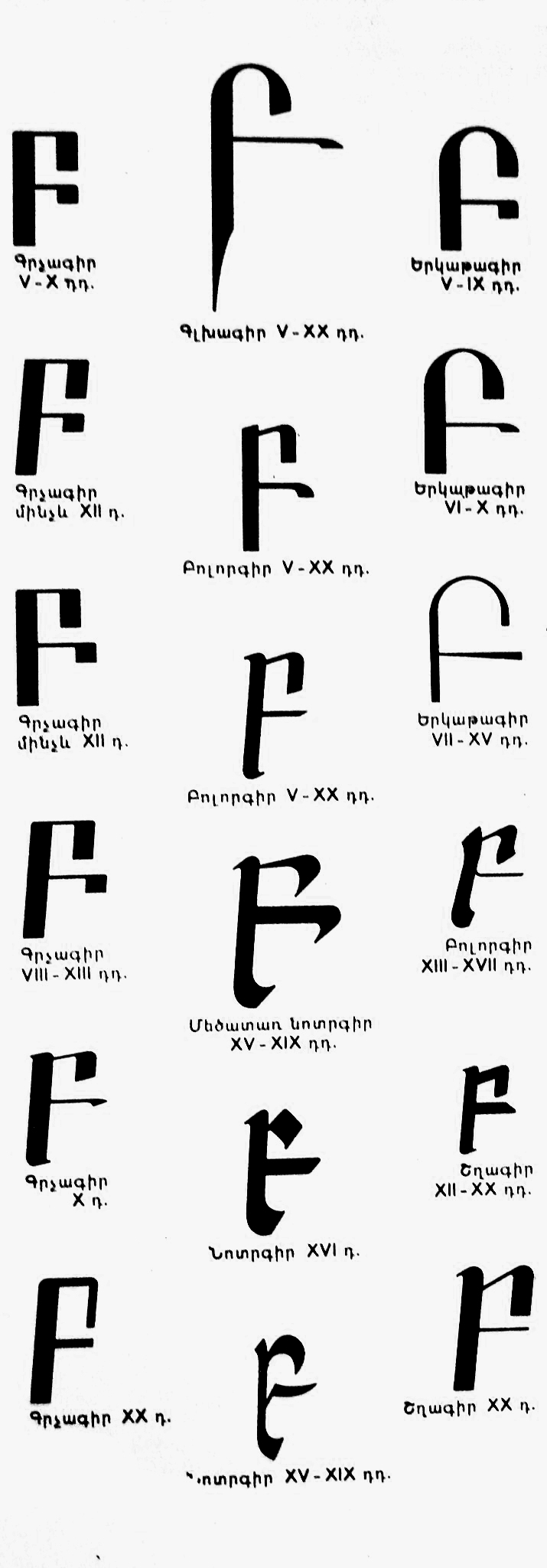
Բとբの様々な書体

Բ, բ（アルメニア語: բեն、発音は東アルメニア語でben、西アルメニア語でpen）は、アルメニア文字の2番目の文字である。由来はギリシャ文字の「β」の変形だと考えられる。また、他の多くの言語と同じように、アルメニア語ではアルファベットのことを「アイブベーナ」（այբուբենը）呼び、最初の2文字・ԱとԲの呼び名に由来する。

## 歴史
この文字は、各年代のものを比較しても大きな変化がない。小文字（բ）は大文字（Բ）とほぼ同じだが、横線を引く時、線の上下にある部分の比率と位置が異なる。この文字はアルメニア語最初の子音字であり、インド・ヨーロッパ祖語の[bʰ]に由来すると考えられる。文字の名前の由来は不明である。

## 使用
東アルメニア語では、基本的に有声両唇破裂音[b]を表す。方言や話者によっては無声両唇破裂音[p]またはその有気音[pʰ]に変わることもある。西アルメニア語では、常に無声有気両唇破裂音[pʰ]と発音される。記数法では2を表す。東アルメニア語のラテン文字転写では「B」と記す。
古典アルメニア語の一部の単語の具格の語尾は-բである。

## 書体

## 符号位置
| 文字 | Unicode | JIS X 0213 | 文字参照        | 備考 |
| ---- | ------- | ---------- | --------------- | ---- |
| Բ    | U+0532  | -          | &#x532; &#1330; |      |
| բ    | U+0562  | -          | &#x562; &#1378; |      |